# Nicholas Breton
Nicholas Breton (ur. 1545, zm. 1626) – poeta angielski epoki elżbietańskiej, znany głównie jako autor sielanek pasterskich.
Ojczymem Bretona był znany ówczesny poeta George Gascoigne, co niewątpliwie miało duży wpływ na rozpoczęcie przez młodego człowieka twórczości literackiej. Patronką początkującego literata była przez pewien czas Mary Sidney, Countess of Pembroke.
Jego najbardziej znanym dziełem jest The Passionate Shepheard (1604).
Jeden z sonetów Bretona znalazł się w internetowej Antologii poezji angielskiej